# Kadurahayu
Kadurahayu is een bestuurslaag in het regentschap Lebak van de provincie Banten, Indonesië. Kadurahayu telt 1733 inwoners (volkstelling 2010).